# Sede Madre de la Santa Echmiadzin

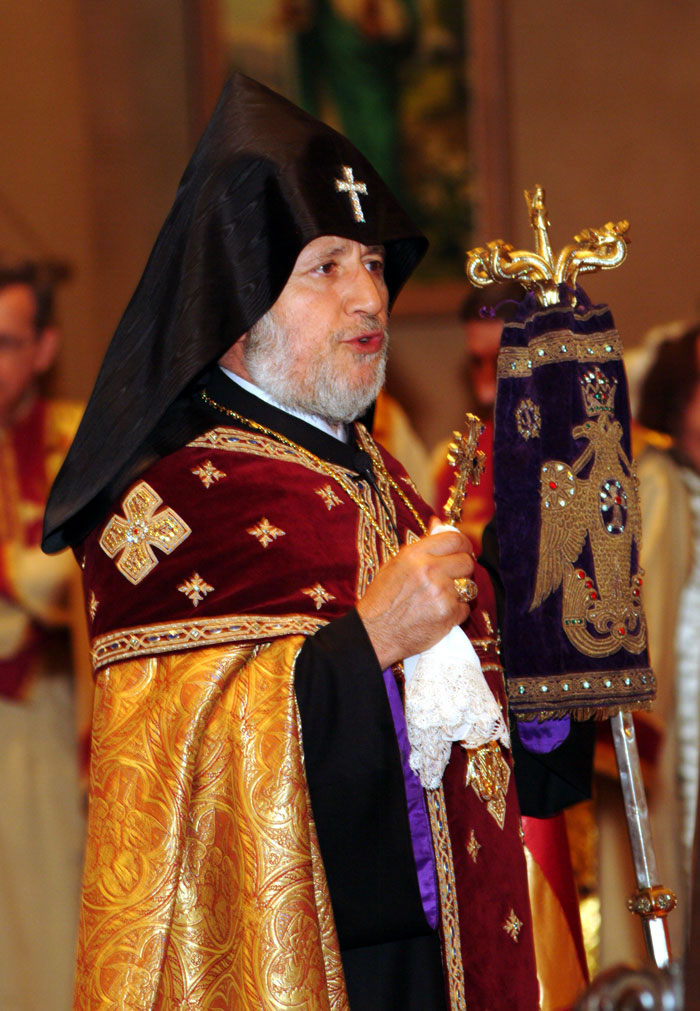
Catolicós Karekin II.

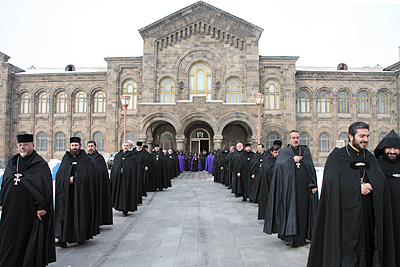
Procesión en la residencia catolicosal

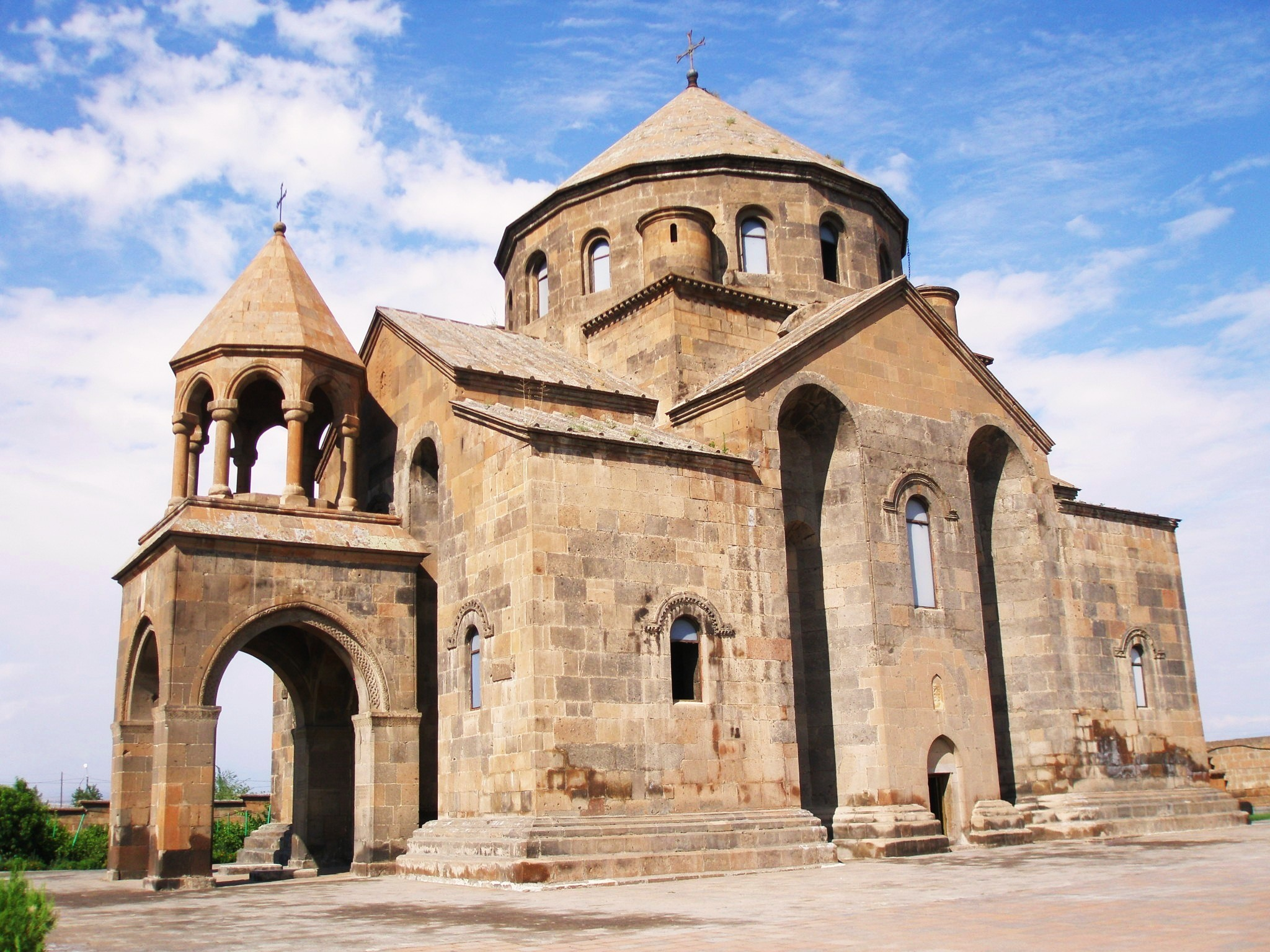
Iglesia de Santa Hripsime

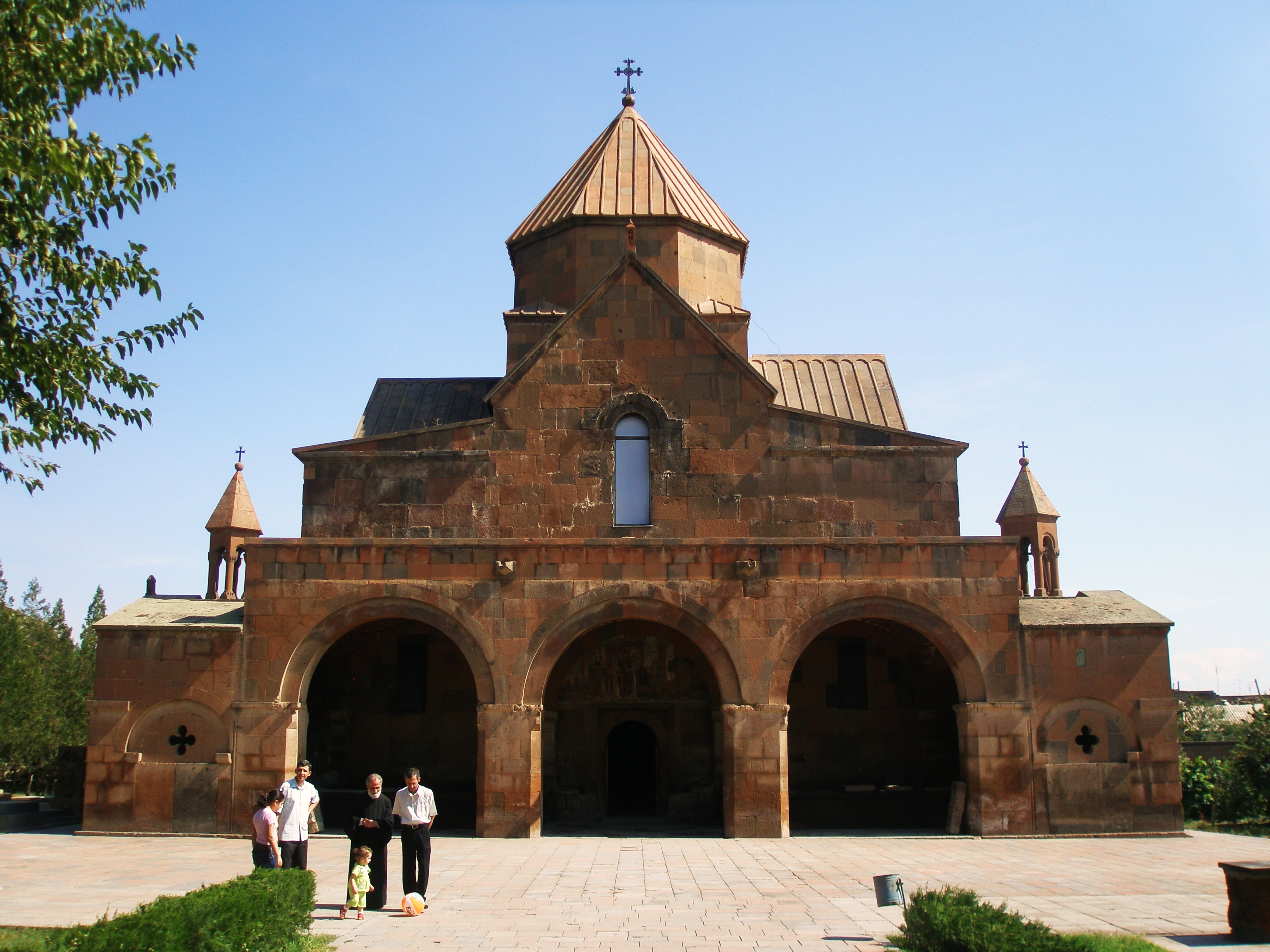
Iglesia de Santa Gayana

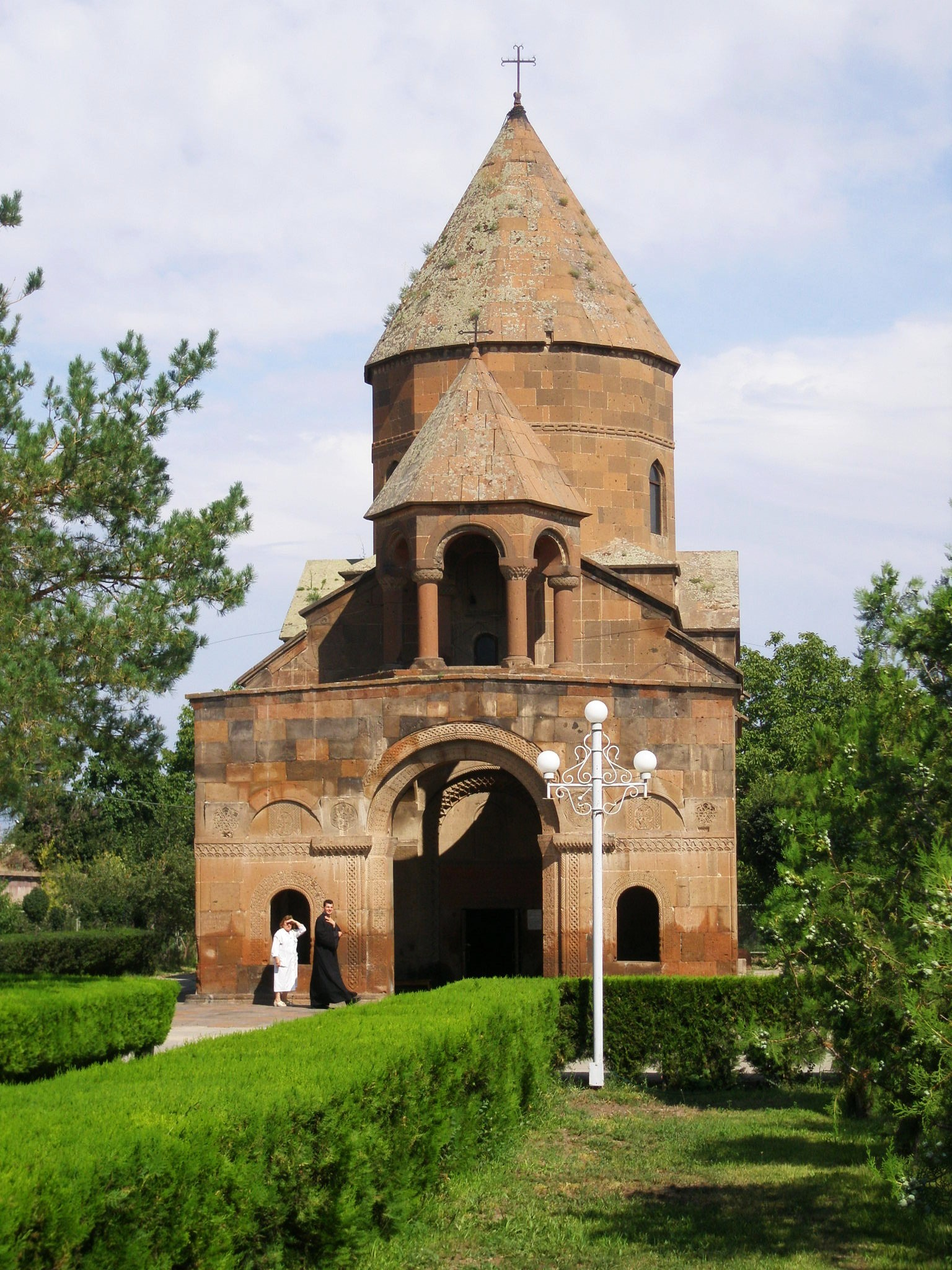
Iglesia de Shoghakat

La Sede Madre de la Santa Echmiadzin (en armenio: Մայր Աթոռ Սուրբ Էջմիածին, romanizado: Mayr At’vorr Surb Ejmiatsin) es la sede patriarcal del catolicós de todos los armenios, la cual ocupa un lugar preeminente entre las demás sedes episcopales y es considerada el centro espiritual y administrativo de la Iglesia apostólica armenia.
La sede alberga la cancillería catolicosal, un seminario y un museo. Desde 2000, el complejo religioso de Echmiadzin y el sitio arqueológico de Zvartnots están inscritos en la lista del Patrimonio de la Humanidad. Situado en la ciudad de Echmiadzin (oficialmente Vagharshapat) en Armenia, el complejo consta de varios edificios que datan de los siglos IV, V, VI y XVII (Catedral Madre de Santa Echmiadzin, iglesia de Santa Hripsime, iglesia de Santa Gayana y la iglesia de Shoghakat).

## Estructura organizativa
Los órganos espirituales y administrativos que representan la autoridad de la Iglesia armenia son los siguientes:

### Consejo Espiritual Supremo
El Consejo Espiritual Supremo (Գերագոյն Հոգեւոր Խորհուրդ, Geraguyn Hokevor Khorhurt) está encabezado por el catolicós de todos los armenios. Es el órgano ejecutivo más alto de la Iglesia apostólica armenia. Los miembros del Consejo Espiritual son elegidos por la Asamblea Eclesiástica Nacional o nombrados directamente por los catolicós de todos los armenios. El Consejo Espiritual Supremo se estableció el 1 de enero de 1924, tras las reformas iniciadas por el catolicós Jorge V, en sustitución del Santo Sínodo.

### Asamblea Eclesiástica Nacional
La Asamblea Eclesiástica Nacional (Ազգային եկեղեցական ժողով, Azgayin Yekeghetsakan Zhoghov) está encabezada por el catolicós de todos los armenios. Es el órgano legislativo supremo de la Iglesia armenia. Elegida por las Asambleas Diocesanas individuales, la Asamblea Eclesiástica Nacional es el organismo que elige a los catolicós de todos los armenios.

### Consejo de Obispos
El Consejo de Obispos (Եպիսկոպոսաց ժողով Yepiskoposats Zhoghov) es un organismo administrativo encabezado por el catolicós de todos los armenios. Tiene una función consultiva, haciendo sugerencias sobre los temas dogmáticos, religiosos y canónicos a ser discutidos durante las reuniones de la Asamblea Nacional Eclesiástica.

### Asambleas diocesanas
Las asambleas diocesanas (Թեմական Պատգամաւորական Ժողով, Temakan Patkamavorakan Zhoghov) encabezadas por el primado de cada diócesis, son el máximo órgano legislativo de cada diócesis de la Iglesia armenia. La asamblea elige a los delegados a la Asamblea Nacional Eclesiástica, así como a los miembros del Consejo Diocesano. La asamblea está muy involucrada en los asuntos administrativos dentro de la diócesis. En algunos casos, la asamblea elige al primado de la diócesis.

### Consejos diocesanos
Los consejos diocesanos (Թեմական Խորհուրդ, Temakan Khorhurt) encabezados por el primado de la diócesis, son el máximo órgano ejecutivo de una diócesis de la Iglesia armenia. Regulan la actividad administrativa interna de la diócesis bajo la dirección del primado. Los miembros del consejo son elegidos por la Asamblea Diocesana.

### Hermandad Monástica
La Hermandad Monástica (Վանական Միաբանութիւն, Vanakan Miabanutiun) está compuesta por el clero célibe del monasterio que está dirigido por el abad. Actualmente, la Iglesia armenia tiene 3 hermandades: la hermandad de la Madre Sede de Santa Etchmiadzin, la hermandad de Santiago en el patriarcado armenio de Jerusalén y la hermandad de la Santa Sede de Cilicia. La hermandad participa en las decisiones relativas a los asuntos internos del monasterio. Cada hermandad elige dos delegados para participar en la Asamblea Eclesiástica Nacional.

### Asambleas parroquiales
Las asambleas parroquiales (Ծխական Ժողով, Tskhakan Zhoghov) son las asambleas generales de cada comunidad regulada por su pastor espiritual. La asambleas parroquiales eligen o nombran a los miembros del Consejo Parroquial, así como a los delegados a la Asamblea Diocesana.

### Consejos parroquiales
Los consejos parroquiales (Ծխական Խորհուրդ, Tskhakan Khorhurt) son el órgano ejecutivo-administrativo de cada comunidad, regulados por su pastor espiritual. Está principalmente involucrado en la realización de las actividades administrativas y financieras de la comunidad. Los miembros del consejo son elegidos o designados por la Asamblea Parroquial.

## Departamentos
La Sede Madre de la Santa Echmiadzin tiene los siguientes departamentos cuyos servicios son utilizados por las diócesis, las iglesias, el clero y los fieles de la Iglesia armenia: el Centro de Educación Cristiana y los departamentos de Relaciones Ecuménicas, Servicios de Información y Publicaciones.

### Departamento de Relaciones Ecuménicas
La Iglesia armenia se convirtió en miembro del Consejo Mundial de Iglesias en 1962. En 1973 el catolicós Vazgen I estableció oficialmente el Departamento de Relaciones Ecuménicas para estabilizar y fomentar las relaciones ecuménicas que se habían desarrollado. El departamento se dedica a la expansión y coordinación de las relaciones entre la Iglesia armenia y otras Iglesias, brindando participación activa de la Iglesia armenia en el movimiento ecuménico con el objetivo de representarla ante el mundo, con sus valores cristianos y su herencia espiritual. Junto al departamento, se fundó el Consejo Teológico Ecuménico de Consulta en 2011.

### Departamento de Servicios de Información
Fue establecido en diciembre de 1994 como servicio de prensa de la Sede Madre de Echmiadzin. En 2000 pasó a ser conocido como Departamento de Servicios de Información, tras las reformas iniciadas por el catolicós Karekin II. Su objetivo principal es proporcionar a los medios de comunicación de Armenia y la diáspora información completa sobre las actividades del catolicós de todos los armenios, la Sede Madre de Santa Etchmiadzin y la Iglesia armenia.

### Centro de Educación Cristiana
Fue establecido el 22 de noviembre de 1996 por el catolicós Karekin I. Sus objetivos son organizar la educación religiosa; crear materiales y programas educativos para niños, adolescentes y adultos jóvenes; brindar asistencia a los departamentos diocesanos de educación cristiana y publicar literatura y materiales religiosos, relevantes para la sociedad actual y para uso en establecimientos educativos y para el público en general.

### Departamento de Publicaciones
Se inauguró el 1 de abril de 2006. Además de los libros y obras oficiales publicados, el departamento también emite calendarios, folletos de oración, folletos educativos, etc. Echmiadzin es la revista mensual oficial de la Sede Madre de Santa Echmiadzin; publicada por primera vez en 1944, se considera el sucesor del Ararat mensual publicado anteriormente por el catolicós Jorge IV en 1868. Las publicaciones en general se realizan a través de las donaciones de un grupo de patrocinadores fieles.

## Iglesias directamente reguladas por la Sede Madre de Echmiadzin
Si bien la mayoría de las iglesias armenias están reguladas por la diócesis locales de la Iglesia, hay pocas iglesias en diferentes lugares de Armenia que están directamente reguladas por la Sede Madre:
- El complejo de las iglesias de la Sede Madre de Echmiadzin, que incluye: la catedral de Echmiadzin (inaugurada en 301), el Baptisterio de los Santos Vartan y Hovhannes (inaugurado en 2008) y la iglesia de los Santos Arcángeles (inaugurada en 2011).
- Iglesias de Echmiadzin declaradas Patrimonio de la Humanidad por la UNESCO, que incluyen: la iglesia de Santa Hripsime (inaugurada en 618), la iglesia de Santa Gayana (inaugurada en 630) y la iglesia de Shoghakat (inaugurada en 1694).
- Complejo monástico de Sevanavank en la provincia de Geghark'unik', del siglo IX.
- Monasterio de Khor Virap en la provincia de Ararat, del siglo XVII.
- Catedral de San Gregorio el Iluminador en Ereván, inaugurada en 2001.
- Capilla Surp Hakob de la Academia Teológica Vaskenian, en la provincia de Geghark'unik', inaugurada en 2005.
- Iglesia Surp Anna en Ereván, inaugurada en 2015, con la residencia de los católicos en Ereván.

## Instituciones educativas
- Seminario Gevorkian, en Echmiadzin.
- Academia Teológica Vaskeniana.
- Armenian College and Philanthropic Academy de Calcuta, India: opera desde 1821, bajo la regulación directa de la Sede Madre de Echmiadzin.[9]
- Escuela Superior Teológica Turpanjian de Harichavank, en funcionamiento desde 1881.[10]
- Centro Karekin I de Teología y Armenología.
- Escuela Eurnekian: en funcionamiento desde 2009 y regulada por la Sede Madre de Echmiadzin. Fue fundada sobre la base de la Escuela n.º 13 de Vagharshapat, en funcionamiento desde 1959. El edificio actual de la escuela se encuentra al sur de la catedral, dentro del territorio del complejo.

## Prelacías y otras circunscripciones dependientes del catolicosado de Echmiazin
El patriarca de Constantinopla, Malachia Ormanian, en su libro The Church of Armenia: her history,... cuyo prefacio en francés está fechado el 1 de junio de 1910, dejó una cuadro detallado de las prelacías del catolicosado.
| Prelacía                 | Jerarca   | Parroquias | Iglesias | Fieles    |
| ------------------------ | --------- | ---------- | -------- | --------- |
| Ereván                   | catolicós | 225        | 240      | 250 000   |
| Najicheván               | obispo    | 87         | 116      | 70 000    |
| Alexandrapol (o Guiumri) | obispo    | 147        | 151      | 200 000   |
| Kars                     | obispo    | 91         | 93       | 65 000    |
| Tatev                    | abad      | 87         | 6        | 75 000    |
| Tiflis                   | arzobispo | 133        | 177      | 150 000   |
| Gori                     | obispo    | 31         | 33       | 40 000    |
| Ajaltsije                | obispo    | 71         | 67       | 90 000    |
| Ganja (o Elisavetpol)    | obispo    | 72         | 93       | 100 000   |
| Shusha                   | arzobispo | 169        | 167      | 150 000   |
| Noukhi                   | obispo    | 52         | 53       | 50 000    |
| Shamaji                  | arzobispo | 45         | 34       | 60 000    |
| Bakú                     | prelado   | 15         | 10       | 30 000    |
| Astracán                 | arzobispo | 45         | 31       | 70 000    |
| Kizlyar                  | obispo    | 25         | 12       | 60 000    |
| Besarabia                | arzobispo | 19         | 13       | 20 000    |
| Nor-Najicheván           | obispo    | 40         | 34       | 60 000    |
| San Petersburgo          | prelado   | 3          | 2        | 4000      |
| Moscú                    | prelado   | 4          | 3        | 4000      |
| Isfahán                  | arzobispo | 98         | 70       | 30 000    |
| Teherán                  | prelado   | 17         | 15       | 5000      |
| Tábriz                   | arzobispo | 70         | 100      | 40 000    |
| Hamadán                  | prelado   | 10         | 10       | 3000      |
| Calcuta                  | obispo    | 20         | 10       | 6000      |
| Batavia (o Yakarta)      | prelado   | 4          | 2        | 4000      |
| Suceava                  | prelado   | 10         | 5        | 4000      |
| Europa                   | obispo    | 20         | 4        | 6000      |
| América                  | obispo    | 50         | 5        | 50 000    |
| Total                    | -         | 1660       | 1650     | 1 696 000 |

A continuación se listan las jurisdicciones en dependientes de Echmiazin:
En Armenia
- Diócesis patriarcal de Ararat: tiene sede en Ereván y comprende la provincia de Ararat y la ciudad de Ereván. Fue creada a principios del siglo IV después de la adopción del cristianismo por Armenia como religión de Estado y desde el siglo XV pasó a llamarse Ereván. El catolicós es su obispo, pero designa un vicario para administrar la diócesis. El patriarca tenía cuatro vicarias en Ereván, Najicheván, Aleksadropol (Shirak), Tatev (Syunik'). En 1830, tras la reorganización de la administración diocesana de la Iglesia armenia, Ararat era una de las seis diócesis armenias del Imperio ruso. Después de la anexión de la región de Kars por los rusos en 1878, el vicariato de Kars fue anexado a Ararat. Tras el cambio de límites entre Rusia y Turquía en 1921, perdió las regiones de Kars y Najicheván, en las que la Iglesia fue casi completamente eliminada. En 1989 se creó la diócesis de Syunik' separada de Ararat y en 1991 la diócesis de Gugark. Su territorio disminuyó nuevamente en 1996 al crearse las diócesis de Armavir, Aragatsotn, Kotayk y Gegharkunik.[13]
- Diócesis de Aragatsotn: tiene sede en Oshakan y comprende la provincia de Aragatsotn. Fue creada en 1996 con parte de la diócesis patriarcal de Ararat.[14]
- Diócesis de Armavir: tiene sede en Armavir y comprende la provincia de Armavir. Fue creada el 30 de mayo de 1996 con parte de la diócesis patriarcal de Ararat.[15]
- Diócesis de Vayots' Dzor: tiene sede en Yeghegnadzor y comprende la provincia de Vayots' Dzor. Fue creada en 2010 con parte de la diócesis de Siunik.[16]
- Diócesis de Geghark'unik': tiene sede en Gavar y comprende la provincia de Geghark'unik'.
- Diócesis de Artik: tiene sede en Artik y comprende el raión de Artik de la provincia de Shirak. Fue creada el 4 de diciembre de 2002 con parte de la diócesis de Shirak.[17]
- Diócesis de Gugark: tiene sede en Vanadzor y comprende la provincia de Lorri. Existió una diócesis de Gugark con sede en Tsurtava durante el reinado de la dinastía de Arshakuni, pero fue destruida en el primer período de las invasiones árabes (siglo VII), y su territorio fue incluido luego en la diócesis de Haghpat y a finales del siglo X de la diócesis de Tashir (cuyo centro estaba en el monasterio de Sanahin). En 1081 su territorio pasó a formar parte de la nueva diócesis de Haghpat hasta que fue abolida en 1836 y finalmente pasó a la diócesis de Shirak y luego a la de Ararat. En 1991 la diócesis fue creada con parte de la de Ararat y la ciudad de Dilijan de la provincia de Tavush pasó a lser su sede. La diócesis fue reorganizada el 30 de mayo de 1996, pasando a cubrir las provincias de Lorri y de Tavush y su sede pasó a Vanadzor. En 2010 se creó la diócesis de Tavush y la diócesis pasó a comprender solo Lorri.[18]
- Diócesis de Tavush: tiene sede en Ijevan y comprende la provincia de Tavush. Fue creada en 2010 con parte de la diócesis de Gugark.
- Diócesis de Kotayk': tiene sede en el monasterio de Kecharis en Tsaghkadzor y comprende la provincia de Kotayk'. Es heredera de la sede de Bjni establecida en 1031 y que ganó tal importancia que en 1390 anexó a la diócesis de Ararat. Fue creada el 30 de mayo de 1996 con parte de la diócesis de Ararat.[19]
- Diócesis de Syunik': tiene sede en Goris y comprende la provincia de Syunik'. La diócesis de Syunik fue creada en el siglo IV por Gregorio el Iluminador. La residencia episcopal estuvo en Shaghat hasta que pasó al monasterio de Tatev. En el siglo X pasó a ser un metropolitanato, rango que perdió y luego recuperó en 1006, con 12 sedes sufragáneas. Posteriormente la residencia episcopal pasó al monasterio de Noravank en Amagu. De 1214 a 1311 la sede fue dividida entre dos obispos rivales con sedes en Noravank y en Tatev. En 1836 la diócesis fue disuelta y su territorio anexado al de Ararat. En 1989 fue restablecida la diócesis de Syunik' con parte de la de Ararat en la región de Zangezur. La diócesis fue reformada en 1996 para cubrir las provincias de Syunik' y de Vayots' Dzor hasta que el 10 de diciembre de 2010 fue creada la diócesis de Vayot' Dzor.[20]
- Diócesis de Shirak: tiene sede en Guiumri y comprende la provincia de Shirak, menos el Una diócesis de Shirak de la región de Ayrarat existía desde el siglo IV. En la región de Shirak desde mediados del siglo X hasta mediados del siglo XI estuvo la residencia de los catolicós, en Argina y luego en la ciudad de Ani. En 1072 se crearon las diócesis de Ani y de Shirak. El último de los obispos de Ani se menciona en el siglo XV y luego Shirak pasó a ser una parroquia de la diócesis de Kars. En 1828 la región pasó a formar parte del Imperio ruso, cuyo emperador en 1836 decretó que Shirak fuera un vicariato de la diócesis de Ereván. En 1920 fue restablecida como diócesis. El 30 de mayo de 1996 fue reorganizada para cubrir la provincia de Shirak y en 2012 se le separó la diócesis de Artik.[21]

En el resto de la ex-Unión Soviética
- Diócesis de Artsaj: tiene sede en Shusha y su territorio se corresponde con el que la autoproclamada República de Artsaj tuvo hasta la guerra de 2020 en áreas internacionalmente reconocidas a Azerbaiyán. La diócesis de Artsaj fue creada en 1836 luego de la supresión del metropolitanato de Gandzasar. A principios de 1857 la diócesis de Artsaj fue dividida y se crearon las diócesis de Karabaj (en Shusha) y Shirván (en Shamakhi). En 1913 la diócesis de Karabaj cubría el territorio del raión de Shusha. La jurisdicción de la diócesis de Shamakhi incluía los territorios de Daguestán y el raión de Shamakhi del Imperio ruso. En 1930 la diócesis de Karabaj fue oficialmente abolida y liquidada por la Unión Soviética. Durante la guerra del Alto Karabaj (1988-1994) en 1988 fue restablecida la diócesis de Artsaj cubriendo los territorios capturados por las fuerzas armenias a Azerbaiyán.[22]
- Diócesis de Azerbaiyán: tenía su sede en Bakú hasta que a causa de la salida de los armenios de Azerbaiyán, desde 1990 está vacante y no operativa, aunque conservada en teoría.[23] En 1836 la diócesis de Shirván (con sede en Shamakhi) era una de las seis diócesis armenias del Imperio ruso y cubría las provincias de Shirván, Guba, Bakú (parte) y Derbent. La jurisdicción de la diócesis de Bakú comprendía el sureste de la provincia de Bakú y la diócesis de Gandzak comprendía la provincia Elizavetpol, hasta que ambas diócesis fueron abolidas y su territorio anexado a la diócesis de Azerbaiyán. En 1918 anexó también el Asia Central, por lo que fue renombrada como diócesis de Azerbaiyán y Asia Central.[24]
- Diócesis de Virk: tiene sede en Tbilisi y comprende Georgia. En el siglo XVII existía una sede episcopal armenia en Tbilisi. Con la reforma administrativa de la Iglesia armenia en 1836, la diócesis de Georgia pasó a ser una de las seis diócesis armenias del Imperio ruso.[25]
- Diócesis de Nuevo Najicheván y Rusia: comprende Rusia (excluyendo el norte del Cáucaso), Moldavia, Bielorrusia y Asia central. Se sabe que hacia el siglo XIII existía una diócesis armenia en la capital de la Horda de Oro, la ciudad de Sarai-Batú cerca de la actual Astracán en Rusia, que dependía del catolicós de la Iglesia de Albania caucásica (con sede en el monasterio de Gandzasar en Artsaj). En el siglo XIV la comunidad armenia se trasladó a la nueva capital de la Horda de Oro, Sarai-Berke. En 1717 fue creada la primera diócesis armenia en el Imperio ruso en Astracán y abarcaba todo el imperio. En 1809 fue creada por el zar ruso la diócesis de Besarabia (con sede en Iași) en el territorio de los principados del Danubio ocupados por Rusia al Imperio otomano, incluyendo parte de la antigua diócesis de Moldavia. En 1812 Iași volvió a poder otomano y la sede pasó a Chisináu y de 1858 a 1879 a Feodosia. En 1862 se formó el vicariato de Nuevo Najicheván (cerca de Rostov del Don), que pasó a ser la sede del obispo en 1895. En 1917 Besarabia pasó a Rumania y su territorio se incorporó a la diócesis armenia de Rumania, mientras que la diócesis de Nuevo Najicheván pasó a ser gobernada por un vicario con sede en Rostov del Don. El 5 de mayo de 1956 fue creado el pastorado (parroquia) de Moscú, independiente de las diócesis. En 1966 las diócesis de Nuevo Najicheván y del norte del Cáucaso y el pastorado de Moscú fueron unidas en la nueva diócesis de Nuevo Najicheván y Rusia. En 1991 fueron creados los vicariatos de Rostov (región de Rostov y la región del Volga) y del norte del Cáucaso (repúblicas autónomas del Cáucaso y territorios de Krasnodar y Stávropol). En 1997 la diócesis fue dividida en tres nuevas diócesis: Nuevo Najicheván, Sur de Rusia y la diócesis de Ucrania. Existen comunidades en Rusia, Moldavia, Uzbekistán, Bielorrusia, Kazajistán, Lituania, Letonia y Estonia. En 2000 se produjo un cisma en Moscú encabezado por el arzobispo destituido Tiran Kyureghian.[26][27] El 24 de enero de 2019 se le separaron los países bálticos en una nueva diócesis.
- Diócesis armenia del Sur de Rusia: tiene sede en Krasnodar. En 1717 fue creada diócesis de Astracán, inactivada luego y revivida en 1773, subordinada al catolicós de Gandzasar hasta 1768 en que pasó a estarlo de Echmiadzin. Después de la reforma diocesana de 1830, el Cáucaso del Norte, la región del Volga, Siberia y Asia Central permanecieron bajo la jurisdicción de la diócesis de Astracán. El 11 de marzo de 1836 el zar Nicolás I promulgó el Reglamento sobre la gestión de los asuntos de la Iglesia gregoriana armenia en Rusia, reorganizándose la diócesis de Astracán estableciendo un vicariato subordinados al obispo en Kizlyar. En 1918 la diócesis de Astracán pasó a llamarse diócesis del Cáucaso del Norte y Astracán, transfiriendo Asia Central a la diócesis de Bakú y trasladando su sede a Armavir. Durante la liquidación comunista de la diócesis, desde 1949 fue gobernada por el obispo de la diócesis de Nuevo Najicheván. En 1966 las diócesis de Nuevo Najicheván y del norte del Cáucaso y el pastorado de Moscú fueron oficialmente unidas en la nueva diócesis de Nuevo Najicheván y Rusia. En 1991 se creó el vicariato del Cáucaso Norte de la diócesis de Nuevo Najicheván y Rusia, incluyendo las repúblicas autónomas del Cáucaso y los territorios de Krasnodar y Stávropol. El 13 de enero de 1998 la nueva diócesis de Nuevo Najicheván y Rusia fue dividida en tres diócesis, una de las cuales era la diócesis del Sur de Rusia (con centro en Krasnodar), sobre la base del vicariato del Cáucaso del Norte. La diócesis del Sur de Rusia se subdivide en dos vicariatos: uno en Krasnodar (comprende el territorio de Krasnodar y la República de Adigueya) y otro en Piatigorsk (comprende el territorio de Stávropol y las repúblicas del Cáucaso Norte).[28]
- Diócesis armenia de Ucrania: tiene sede en Leópolis y comprende Ucrania, incluyendo Crimea. A principios del siglo XI existía una diócesis armenia en Crimea. En Kiev existió una diócesis armenia antes de la invasión mongola, que en el siglo XIV fue trasladada a Leópolis. En 1388 la diócesis de Leópolis comprendía el territorio de Polonia, Lituania, Moldavia y Valaquia. En 1637 la diócesis pasó a la Iglesia católica. En 1803 fue creada la administración espiritual Karasurbazzar separada en Crimea y en 1812 se creó el cargo de virrey de los catolicós. En 1830 todos los armenios del Imperio ruso dependían de las diócesis de Besarabia y Nuevo Najicheván. Entre 1858 y 1879 la sede de la diócesis de Nuevo Najicheván estuvo en Feodosia, Crimea. Luego de la liquidación de la diócesis en el período soviético, en 1997 la diócesis de Ucrania fue separada de la diócesis de Nuevo Najicheván.[29]

En el resto de Europa
- Diócesis armenia de Rumania: tiene sede en Bucarest y comprende Rumania. En 1401 fue creada una diócesis armenia en Moldavia y Valaquia separada de la diócesis de Leópolis y con sede en Suceava. En el siglo XVII la sede fue trasladada a Iași y en 1686 se transforma en católica, aunque algunas parroquias permanecieron subordinadas a Echmiadzin. En 1809 una parte de la diócesis rumana fue incorporada al Imperio ruso y anexada a la diócesis de Besarabia, retornando en 1917 a la diócesis rumana.[30]
- Diócesis armenia de Bulgaria: tiene sede en Sofía y comprende Bulgaria. En 1867 fue creada la diócesis armenia de Bulgaria.[31]
- Diócesis armenia de Alemania: tiene sede en Colonia y comprende Alemania. Fue creada en 1992.[32]
- Diócesis armenia de Francia: tiene sede en París y comprende Francia. En 1899 fue creado el cargo de representante de la Iglesia apostólica Armenia en Francia, que luego quedó al frente de la comunidad. Las iglesias de Francia se dividieron en tres distritos administrados vicarios del legado del patriarca, con sede en Marsella, Lyon y Niza. En 2007 se unificaron en una diócesis con sede en París.[33]
- Legación pontifical para Europa Central y Escandinavia: tiene sede en Viena y comprende Austria, Noruega, Dinamarca y Suecia (en donde hay un vicariato desde 1985). Fue creada en 1980.[34]
- Diócesis armenia de Suiza: tiene sede en Ginebra y comprende Suiza. Fue creada en 1992.
- Diócesis armenia de Gran Bretaña: tiene sede en Londres y comprende el Reino Unido e Irlanda. Fue creada en 1982.[35]
- Diócesis armenia de Grecia: tiene sede en Atenas y comprende el Grecia, excepto Creta. El patriarcado armenio de Constantinopla tenía un arcipreste a cargo de la comunidad de Salónica, que desde 1912 era parte de la Grecia independiente. La diócesis de Grecia fue establecida en la década de 1920. En 1958 la diócesis pasó al catolicosado de Cilicia, pero Echmiadzin no lo aceptó y creó una diócesis paralela, que continúa actualmente.[36]
- Diócesis armenia de los Países Bálticos: tiene sede en Riga y comprende Letonia, Estonia y Lituania. Fue creada el 24 de enero de 2019 separada de la diócesis de Nuevo Najicheván y Rusia.[37]
- Legación pontifical para Europa Occidental: tiene sede en Milán y comprende Bélgica, Italia y Países Bajos.[38]

En Asia, África y Oceanía
- Diócesis armenia de Damasco: tiene sede en Damasco y comprende en Siria las gobernaciones de Homs, Dar'a, Quneitra, As-Suwayda, Campiña de Damasco, Damasco y Hama. Fue creada a mediados del siglo XV por el patriarcado armenio de Jerusalén, al que perteneció hasta 1929. En 1932 pasó a ser una prelacía independiente de la de Alepo. En 1956 la diócesis pasó al control de Echmiadzin, aunque permanece listada por el catolicosado de Cilicia como propia. A principios de los años 60 la diócesis de Damasco logró recuperar las parroquias de Homs y Hauran.[39][40]
- Diócesis de Bagdad de la Iglesia apostólica armenia: tiene sede en Bagdad y comprende Irak. Perteneció al patriarcado armenio de Constantinopla. En la década de 1920 pasó a Echmiadzin, aunque Basora era parte de la diócesis de Isfahán.[41]
- Exarcado armenio de India y Extremo Oriente: tiene sede en Calcuta. La diócesis de Persia e India fue creada en 1606 y en 1958 pasó al control del catolicosado de Cilicia, pero las parroquias de la India no lo aceptaron y se creó un exarcado para ellas. Existen pequeñas comunidades armenias en Pakistán, Bangladés, Singapur, Indonesia y Malasia.[42]
- Diócesis armenia de Australia y Nueva Zelanda: tiene sede en Sídney. En 1958 Australia fue incluida en el exarcado de India y Extremo Oriente. En 1966 fue creada la diócesis.[43]
- Diócesis armenia de El Cairo y África del Norte: tiene sede en El Cairo y comprende Egipto, Sudán, Etiopía y Sudáfrica. Egipto fue parte del patriarcado armenio de Jerusalén desde el siglo XIII.[44]

En América
- Diócesis armenia de Argentina: tiene sede en Buenos Aires y comprende Argentina y Chile. Fue creada en 1928 como arquidiócesis.[45][46]
- Diócesis armenia de Brasil: tiene sede en São Paulo y comprende Brasil. En 1928 Brasil fue parte de la nueva diócesis sudamericana y en 1980 pasó a ser una diócesis.[47]
- Diócesis armenia de Uruguay: tiene sede en Montevideo y comprende Uruguay. Fue creada en 1990.[48]
- Diócesis oriental de la Iglesia armenia de América: tiene sede en Nueva York. La diócesis de América del Norte fue creada en 1898 en Worcester. En 1923 la sede pasó a Boston y en 1927 a Nueva York. En 1928 la diócesis fue dividida en dos y la parte este tomó el nombre de diócesis oriental. En 1933, después de la ocupación soviética de Armenia, la Iglesia armenia en América se dividió, surgiendo la Iglesia apostólica armenia de América. En 1958 esta rama se incorporó al catolicosado de Cilicia como prelacía de América del Norte, lo que llevó a la duplicación de jurisdicciones en Estados Unidos y Canadá.[49][50]
- Diócesis occidental de la Iglesia armenia de América: tiene sede en Pasadena. La diócesis de América del Norte fue creada en 1898 y en 1928 fue dividida en dos. La parte oeste tomó el nombre de diócesis de California, con sede en Fresno. En 1933, después de la ocupación soviética de Armenia, la Iglesia armenia en América se dividió, surgiendo la Iglesia apostólica armenia de América y en 1951 comenzó el cisma en la diócesis. En 1958 esta rama se incorporó al catolicosado de Cilicia como prelacía de América del Norte, lo que llevó a la duplicación de jurisdicciones en Estados Unidos y Canadá y el remanente de la diócesis trasladó su sede a Los Ángeles. En 1994 se trasladó a Pasadena.[51]
- Diócesis armenia de Canadá: tiene sede en Montreal y comprende Canadá. Desde fines del siglo XIX Canadá era parte de la diócesis de América del Norte. En junio de 1967 fue creado el vicariato de Canadá como parte de la diócesis oriental de Estados Unidos La diócesis fue creada el 1 de noviembre de 1983. El catolicosado de Cilicia mantiene desde 2002 una diócesis separada en Canadá.[52][53]